# Ossó de Sió
Ossó de Sió è un comune spagnolo di 239 abitanti situato nella comunità autonoma della Catalogna, nella provincia di Lleida.